# Pancerniki typu Dunkerque
Pancerniki typu Dunkerque – francuskie pancerniki z okresu II wojny światowej. Zbudowano 2 okręty tego typu.

## Historia
Na początku lat 30. XX wieku we Francji rozpoczęto prace nad nowym typem pancerników mających być przeciwwagą dla niemieckich krążowników ciężkich typu Deutschland.
Okręty projektowano z zachowaniem ograniczeń narzuconych przez traktat waszyngtoński. Zdecydowano się na zastosowanie w konstrukcji nietypowego rozmieszczenia dział artylerii głównej w dwóch 4 działowych wieżach. Jednym z powodów takiego rozwiązania była mniejsza masa opancerzenia zastosowanego dla dwóch wież niż byłoby to w przypadku np. 4 wież. Podobny układ zastosowano na zbudowanych później pancernikach typu Richelieu.

## Zbudowane okręty
- Dunkerque – położenie stępki 24 grudnia 1932, wodowanie 2 października 1935, wejście do służby 1937. Po wybuchu II wojny światowej okręt wraz z siostrzaną jednostką brał udział w eskortowaniu konwojów. Po zawieszeniu broni z Niemcami okręt skierowano do Mers el-Kebir. 3 lipca 1940 podczas operacji „Catapult” został trafiony przez brytyjskie pociski artylerii głównej i osadzony na dnie portu. 5 lipca został dodatkowo uszkodzony przez torpedy zrzucone z samolotów pokładowych lotniskowca HMS „Ark Royal”. Od lutego 1942 remontowany w suchym doku w porcie Tulon, gdzie, aby nie wpadł w ręce Niemców, został zatopiony przez załogę 27 listopada 1942.
- Strasbourg – rozpoczęcie budowy listopad 1934, wodowanie 12 grudnia 1936, wejście do służby luty 1939. Okręt ostrzelany przez Brytyjczyków 3 lipca 1940 w Mers el-Kebir zdołał opuścić ten port i udać się do Tulonu. W listopadzie 1942 zatopiony przez załogę w Tulonie. W lipcu 1943 podniesiony przez Włochów i remontowany, jednak we wrześniu tego roku przejęty przez Niemców. W sierpniu 1944 zatopiony przez amerykańskie lotnictwo. Podniesiony z dna w październiku 1944. Złomowany w 1955.

## Dalsza literatura
- Michał Kopacz. Brytyjski atak na pancernik Dunkerque, "Morze, Statki i Okręty" nr 5/2009, s.19